# بر مغز حک کن!
بر مغز حک کن! یا داغی بر مغز (انگلیسی: Brand upon the Brain!) یک فیلم فیلم آوانگارد صامت به کارگردانی گای مدین محصول سال ۲۰۰۶ است.